# Grandezza effettiva della popolazione
La grandezza effettiva della popolazione è il numero di individui che una popolazione ideale dovrebbe avere, in modo da produrre un numero di discendenti uguale alla popolazione reale di interesse. In altre parole può essere intesa come il numero di individui con pari probabilità di riprodursi. Ad esempio se si considera una popolazione di 2000 organismi con tasso di variabilità genetica pari ad una di 500, la dimensione effettiva (Ne) è pari a 500. In alcuni semplici casi, questa dimensione effettiva è uguale al numero di individui censiti della popolazione. Le popolazioni idealizzate sono basate su semplificazioni irrealistiche come una combinazione casuale, nascite simultanee di ogni nuova generazione, dimensione costante della popolazione e un ugual numero di figli per ogni famiglia. La popolazione censita N di una popolazione reale è spesso più grande della grandezza effettiva Ne.
La motivazione per determinare la grandezza effettiva può essere diretta (un biologo ambientale potrebbe essere interessato a confrontare i punti di forza di riproduzione di popolazioni selvagge) o indiretta (un antropologo potrebbe essere interessato al numero N della popolazione estinta dell'uomo di Neanderthal, ma a sua disposizione ha solamente i dati del DNA. Quindi il calcolo della popolazione effettiva avviene attraverso metodi empirici).
Il concetto della grandezza effettiva venne introdotto nel 1931 dal genetista americano Sewall Wright.

## Panoramica: tipi di grandezza effettive della popolazione
La grandezza effettiva della popolazione può essere definita in vari modi. Wright l'ha originariamente definita come "numero di individui in una popolazione ideale che mostrano lo stesso numero di dispersione di frequenze alleliche in seguito ad una casuale deriva genetica". Più in generale, la grandezza effettiva può essere definita come il numero di individui in una popolazione ideale che ha il valore di una qualsiasi data quantità di geni che è uguale alla quantità della popolazione di interesse. Le due quantità genetiche identificate da Wright erano in una l'incremento attraverso le repliche della popolazione (variazione della dimensione effettiva della popolazione) e l'altra la variazione del coefficiente di consanguineità (variazione valore di consanguineità)'. Queste due sono strettamente legate ma non identiche.
Oggi, la dimensione effettiva è solitamente stimata in maniera empirica con il rispetto della Teoria della coalescenza, stimata come la diversità nucleotidica divisa dal valore di mutazione, condiscendente un valore effettivo della popolazione coalescente. Un altro importante valore effettivo della popolazione è la selezione del formato effettivo della popolazione 1/scritical dove scritical è il valore critico del coefficiente di selezione la quale selezione diventa più importante della deriva genetica
.

## Varianza osservata e attesa
Nel modello ideale della popolazione di Wright, data la frequenza dell'allele p nella generazione precedente, la varianza della frequenza dell'allele p' è:
{\displaystyle {var}(p'\mid p)={p(1-p) \over 2N}.}

## Fluttuazioni nella dimensione della popolazione
La dimensione della popolazione varia nel tempo. Supponendo che ci siano t generazioni non coincidenti, la popolazione effettiva non è data dalla media aritmetica tra il numero di individui iniziali e finali, ma dalla media armonica:
{\displaystyle N_{e}={t \over \sum _{i=1}^{t}{1 \over N_{ei}}}}
Per esempio, supponendo che una popolazione vari le sue dimensioni nel seguente modo: N = 10, 20, 50, 100, 180, 250 per sei generazioni (t = 6). Quindi la dimensione effettiva della popolazione finale sarà:
{\displaystyle N_{e}={\frac {6}{{\frac {1}{10}}+{\frac {1}{20}}+{\frac {1}{50}}+{\frac {1}{100}}+{\frac {1}{180}}+{\frac {1}{250}}}}}
{\displaystyle N_{e}=31,65}
Il motivo di questo numero così basso si spiega nel fatto che la variabilità genetica persa nei periodi di bassa numerosità non viene riacquistata quando il numero degli individui aumenta di nuovo.

## Variazioni negli popolazioni dioiche
Se la popolazione è formata da individui appartenenti ad un solo sesso, come accade per alcune specie di animali o piante, non può avvenire l'autoimpollinazione e la grandezza effettiva della popolazione sarà:
{\displaystyle N_{e}=N+{\frac {1}{2}}}o più in generale:{\displaystyle N_{e}=N+{\frac {D}{2}}}
dove D può valere 0 (per le popolazioni non dioiche) o 1 (per quelle dioiche).

## Variazione della dimensione della prole
Se la grandezza di una popolazione rimane costante, ogni individuo deve contribuire con 2 gameti alla generazione successiva. In natura c'è una notevole variazione nella numerosità della prole da parte di coppie diverse; questo effetto contribuisce alla diminuzione della dimensione effettiva secondo la formula:
{\displaystyle N_{e}={\frac {4N}{V_{k}+2}}}
dove Vk è la varianza del numero di figli per coppia
Se il valore di Vk è minore di 2, Ne è maggiore di N. Ciò può accadere in casi estremi in cui non ci siano variazioni nelle dimensioni delle famiglie e vengano messi alla luce un maschio e una femmina o il laboratorio, dove, il numero di nascite è controllato artificialmente. In questo caso Vk = 0 e Ne = 2N.
Quando tutte le coppie contribuiscono con ugual numero di alleli alla generazione successiva, la variabilità genetica trasmessa alla discendenza è massima e l'inincrocio è ridotto al minimo.

## Rapporto tra sessi sbilanciato
In molte popolazioni il numero dei maschi che si riproducono è diverso da quello delle femmine: ad esempio in alcuni mammiferi un solo maschio si accoppia con un gran numero di femmine. La grandezza effettiva della popolazione che tiene conto di ciò si ricava dalla seguente formula:
{\displaystyle N_{e}={\frac {4N_{ef}N_{em}}{N_{ef}+N_{em}}}}
dove Nef e Nem sono il numero di femmine e il numero di maschi che si accoppiano.